# Cárok végnapjai
Cárok végnapjai (eredeti címe Nicholas and Alexandra), egy 1971-ben bemutatott kétrészes angol romantikus történelmi filmdráma, Franklin J. Schaffner rendezésében, Michael Jayston, Janet Suzman, Harry Andrews, Laurence Olivier és Timothy West főszereplésével. A forgatókönyv Robert K. Massie amerikai író 1967-ben megjelent Nicholas and Alexandra című regényéből készült. A film II. Miklós orosz cár családjának történetét meséli el Alekszej cárevics születésétől (1904-től) a monarchia bukásáig és a család kivégzéséig (1918-ig). A film tablószerűen felvonultatja a kor fontos politikai és társasági szereplőit, arisztokratákat, papokat, katonákat, politikusokat és a bolsevik forradalmárokat.

## Cselekmény
1904-ben a peterhofi kastélyban megszületik II. Miklós cár és Alekszandra Fjodorovna cárné első fiúgyermeke, Alekszej cárevics, a várva várt trónörökös. Folyik az orosz–japán háború, az orosz csapatok sikertelenül ostromolják Port Arthurt, a nép nélkülöz és éhezik. Nyikolaj Nyikolajevics nagyherceg, a hadsereg főparancsnoka és Szergej Vitte gróf, miniszterelnök hiába kérlelik Miklós cárt, hogy fejezze be a háborút és alakítsa rendszerét brit mintájú alkotmányos monarchiává, a cár úgy érzi, ez gyengeségét bizonyítaná, és visszautasítja őket. A következő évben, az özvegy Marija Fjodorovna anyacárné születésnapjára rendezett udvari bálon Alekszandra cárné találkozik Grigorij Raszputyinnal, egy paraszt származású vándor prédikátorral, aki önmagát Isten szent emberének tartja, és csodás gyógyító hírében áll. Később a cárevics kisebb balesetet szenved, vérzése nem áll el. A cári család orvosa, Dr. Eugene Botkin megállapítja, hogy a fiúcska örökletes és gyógyíthatatlan hemofíliában szenved. A cárné Raszputyinért küldet, aki imádsággal és lelki ráhatással megmenti a beteg életét, megszünteti fájdalmait.
A nép növekvő nyugtalanságának levezetésére Georgij Gapon ortodox pópa könyörgő processziót szervez. Egyházi zászlók alatt munkástömeg  vonul a Téli Palota elé, hogy magától a cárnak adjon át egy alázatos petíciót, melyben a nyomor enyhítését, a népképviselet megvalósítását kérik. A palotát körülvevő katonaság tüzet nyit, a Véres vasárnapon sokan meghalnak. Az Orosz Birodalom megalázó vereséget szenved a japán háborúban, 1906-ban Miklós rákényszerül, hogy engedélyezze az Állami Duma népképviseleti intézményt. A Lenin vezetésével szervezkedő bolsevikok radikalizálódnak. A cár Vitte helyére Pjotr Sztolipint nevezi ki miniszterelnökké.
Néhány évvel később a cár családjával a Krímben, a Livádia palotában nyaral, itt fogadja Sztolipint, aki rendőri jelentéseket tár elé Raszputyin erkölcstelen és kicsapongó viselkedéséről, a cári családot sértő kijelentéseiről. Miklós elküldi az udvartól a szerzetest, vállalva a konfliktust Alekszandra cárnéval, aki mélyen hiszi, hogy csak Raszputyin tudja elállítani a cárevics vérzéseit. Miklós egyelőre kitart döntése mellett, Raszputyinnak távoznia kell.
1913-ban a Romanovok uralkodásának háromszáz éves jubileumán a cári család ünnepélyes külsőségek között uralkodói körutazást tesz az Orosz Birodalomban. A néptömegek lelkesedése azonban gyenge. A hivatalos ünnepségeket merénylet zavarja meg. A Kijevi Operaházban, a cári család jelenlétében Sztolipint egy radikális eszer aktivista, Dmitrij Bogrov meggyilkolja. A merénylőt kivégzik, a cár feloszlatja a Dumát és erőszakos rendőri intézkedéseket rendel el a munkások és a parasztok ellen. Egy vadászaton, amelyet az Orosz-Lengyelországi Spałában rendeznek, Alekszej cárevics belső vérzési rohamot kap, élete is veszélybe kerül. A kétségbeesett Alekszandra táviratozik Raszputyinnak, aki biztató szavakkal válaszul. Megtiltja, hogy orvosok kezeljék a beteget, aki lassan valóban meggyógyul. Raszputyin ismét beköltözik a palotába.
1914-ben, az osztrák–magyar trónörökös meggyilkolása után előálló politikai válságban Miklós vakon bízik unokatestvérének, II. Vilmos császárnak közvetítési ajánlatában. Vitte figyelmeztetése ellenére, Oroszország méltóságának védelmében elrendeli a teljes mozgósítást, és nagyot csalódik, amikor a Német Császárság mégis hadat üzen. Miklós gyors lefolyású háborúban reménykedik. Az első év háborús kudarcai után a cárné rábeszélésére Miklós átveszi a hadsereg parancsnokságát nagybátyjától, Nyikolaj Nyikolajevics nagyhercegtől, és a német frontra utazik. A fővárosban maradt Alekszandra teljesen Raszputyin befolyása alá kerülve rosszul kormányoz. A mémet származású cárné iránti ellenszenv fokozódik. Raszputyin is érzi az ellene irányuló gyűlöletet, és megfenyegeti a cárnét, hogy ha őt megölik, az egész cári család és az orosz nemesség is el fog pusztulni.
A cárt a fronton meglátogatja anyja, Marija Fjodorovna anyacárné, és követeli, hogy térjen vissza Szentpétervárra, száműzze Raszputyint, Alekszandrát küldje Livádiába (a Krímbe), és vessen véget a háborúnak. Miklós semmit sem tesz. A dinasztia sorsáért aggódó főnemesi csoport, Dmitrij Pavlovics nagyherceg és Feliksz Juszupov herceg vezetésével 1916 végén meggyilkolja Raszputyint.
Raszputyin halála sem hoz javulást, a fokozódó bajokért a politikusok és a nép is a „német cárnét” tartja felelősnek. A gyengén felszerelt, rosszul vezetett hadsereget vereségek érik, a fővárost általános sztrájkok és éhséglázadások bénítják. Kitör az 1917. februári forradalom, a hadsereg megtagadja, hogy a tüntetőkre lőjön. Miklós visszaindul Szentpétervárra, hogy feloszlassa a Dumát és szétverje a lázadókat. De már késő, tábornokai megtagadják parancsait. Miklóst még a vonaton lemondatják trónjáról. Carszkoje Szelóba visszatérve megszégyenül felesége előtt is.
A svájci emigrációban Lenin azt kéri a zürichi német császári konzultól, hogy a német kormány Németországon át küldje őt vissza a háborúban álló Oroszországba, hogy ott átvehesse a hatalmat, és a németek számára kedvező békét kössön. Ebben meg is állapodnak.
1917 augusztusában az ideiglenes kormány feje, Alekszandr Kerenszkij tudatja Miklóssal, hogy folytatja a háborút. Erre biztatja Kerenszkijt a brit, a francia és az amerikai nagykövet is. A cár csalódva veszi tudomásul, hogy háborús szövetségesei, köztük saját unokafivére, V. György angol király is visszautasították, hogy menedékjogot adjanak neki és családjának, félve az orosz forradalom átterjedésétől. A cári családnak el kell hagynia Carszkoje Szelót. A szibériai Tobolszkba költöztetik őket, ahol szerény körülmények között élnek, őrizet alatt. Az októberi forradalom után a hatalmat a bolsevikok veszik át. 1918-ban Vaszilij Jakovlev, az őrség parancsnoka megkísérli eljuttatni őket az új fővárosba, Moszkvába, hogy ott törvényes bíróság elé állhassanak. A fehér intervenciósok közeledése miatt a helyi szovjet emberei leváltják Jakovlevet, és saját őrizetükbe veszik a foglyokat. A bolsevik Jakov Jurovszkij őrizete alatt Jekatyerinburgba szállítják őket. A helyi szovjet halálra ítéli őket. Szállásukon, az Ipatyev-házban 1918. június 17-én hajnalban Jurovszkij és emberei agyonlövik mindnyájukat.

## Főbb szereplők
| Szerep                                                   | Színész          | Magyar hangja (1. szinkron) |
| -------------------------------------------------------- | ---------------- | --------------------------- |
| II. Miklós cár                                           | Michael Jayston  | Sörös Sándor                |
| Alexandra Fjodorovna cárné                               | Janet Suzman     | Menszátor Magdolna          |
| Grigorij Raszputyin                                      | Tom Baker        | Sztarenki Pál               |
| Szergej Vitte gróf, miniszterelnök                       | Laurence Olivier | Gruber Hugó                 |
| Vaszilij Jakovlev forradalmár                            | Ian Holm         | Selmeczi Roland             |
| Dr. Eugene Botkin, a cári család orvosa                  | Timothy West     | (n. a.)                     |
| Alekszej cárevics                                        | Roderic Noble    | (n. a.)                     |
| Marija Fjodorovna özvegy anyacárné, Miklós cár anyja     | Irene Worth      | (n. a.)                     |
| Nyikolaj Nyikolajevics nagyherceg, hadsereg-főparancsnok | Harry Andrews    | (n. a.)                     |
| Dmitrij Pavlovics nagyherceg                             | Richard Warwick  | (n. a.)                     |
| Feliksz Juszupov herceg                                  | Martin Potter    | (n. a.)                     |
| Szergej Szazonov külügyminiszter                         | Michael Redgrave | (n. a.)                     |
| Pjotr Sztolipin miniszterelnök, Vitte utódja             | Eric Porter      | (n. a.)                     |
| Alekszandr Kerenszkij, az Ideiglenes Kormány feje        | John McEnery     | (n. a.)                     |
| Maurice Paléologue francia nagykövet Petrográdban        | George Rigaud    | (n. a.)                     |
| Georg Sklarz, német konzul Svájcban                      | Curd Jürgens     | (n. a.)                     |
| Georgij Gapon ortodox pópa                               | Julian Glover    | N/A                         |
| Lev Trockij forradalmár                                  | Brian Cox        | (n. a.)                     |
| Vlagyimir Iljics Lenin bolsevik vezető                   | Michael Bryant   | (n. a.)                     |
| Nagyezsda Krupszkaja, Lenin felesége                     | Vivian Pickles   | (n. a.)                     |
| Pankratov                                                | Steven Berkoff   | (n. a.)                     |

- További magyar hangok: Csík Csaba Krisztián, Csuha Lajos, Czető Roland, Horányi László, Kapu Hajni, Mezei Kitty, Molnár Ilona, Nemes Takách Kata, Rosta Sándor, Varga Tamás, Versényi László

## Díjak
A 44. Oscar-gálán (1972) a film több Oscar-jelölést kapott, ebből két Oscar-díjat elnyert:
- A legjobb látványtervezésért és díszletért: John Box, Ernest Archer, Jack Maxsted, Gil Parrondo, Vernon Dixon
- A legjobb jelmezekért: Yvonne Blake, Antonio Castillo

## További információ
- Cárok végnapjai a PORT.hu-n (magyarul)
- Cárok végnapjai az Internetes Szinkronadatbázisban (magyarul)
- Cárok végnapjai az Internet Movie Database-ben (angolul)
- Cárok végnapjai a Rotten Tomatoeson (angolul)
- Cárok végnapjai a Box Office Mojón (angolul)
- Nicholas and Alexandra (1971) (francia nyelven). AlloCiné.fr
- Nicholas and Alexandra (1971) (angol nyelven). Collections Search British Film Institute (BFI.org.uk). (Hozzáférés: 2023. október 18.)
- Nikolaus und Alexandra (1971) (német nyelven). Filmdienst.de